# Püspökladány
Püspökladány város Hajdú-Bihar vármegyében, a Püspökladányi járás székhelye.

## Fekvése
A Tiszántúl középső részén, Hajdú-Bihar vármegye nyugati határán, három földrajzi kistáj: a Hortobágy, a Dél-Hajdúság és a Nagy-Sárrét találkozási pontján fekvő, igazi alföldi város.
Szomszédai: észak felől Nádudvar, kelet-északkelet felől Kaba, kelet-délkelet felől Báránd, dél-délkelet felől Sárrétudvari, dél felől Szerep, délnyugat felől Bucsa, nyugat felől pedig a Jász-Nagykun-Szolnok vármegyei Karcag.

### Megközelítése

#### Közúton
A város területén, nagyjából nyugat-keleti irányban végighúzódik a 4-es főút, így Budapest, illetve Debrecen-Nyíregyháza felől is ez a legkézenfekvőbb közúti megközelítési útvonala. Az előbbi főútból itt ágazik ki a 42-es főút, amely a városból Berettyóújfalun át az ártándi határátkelőhelyig vezet, majd onnan tovább (már romániai útszámozással) Nagyvárad felé folytatódik, az utóbbi települések irányából ezért ez a legfontosabb közúti elérési útvonala.
A környék kisebb települései közül Nádudvarral és Nagyhegyessel a 3405-ös, Szereppel a 4211-es, Biharnagybajommal, Füzesgyarmattal és Szeghalommal pedig a 4212-es út köti össze.

#### Vasúton
A várost érintő legfontosabb vasútvonal a MÁV 100-as számú Budapest–Záhony-vasútvonala, amely a 4-es főúthoz hasonlóan nyugat-keleti irányban húzódik végig Püspökladány területén. Az előbbiből itt ágazik el a 101-es számú Püspökladány–Biharkeresztes-vasútvonal és itt ér véget a 128-as számú Kötegyán–Püspökladány-vasútvonal.
Püspökladány vasútállomás a városközpont északkeleti szélén helyezkedik el, közúti elérését a 34 311-es számú mellékút teszi lehetővé. Az állomással szomszédos állomások és megállóhelyek: Karcag vasútállomás és Kaba vasútállomás a 100-as vonalon, Báránd vasútállomás a 101-es vonalon és Püspökladány-Vásártér megállóhely a 128-as vonalon. Utóbbi megállóhely egyébként a nevének megfelelően püspökladányi területen helyezkedik el (a városközponttól délnyugatra), sőt a város déli külterületei között található Ürmöshát megállóhely is, a központtól mintegy 4 kilométerre délre.

## Története

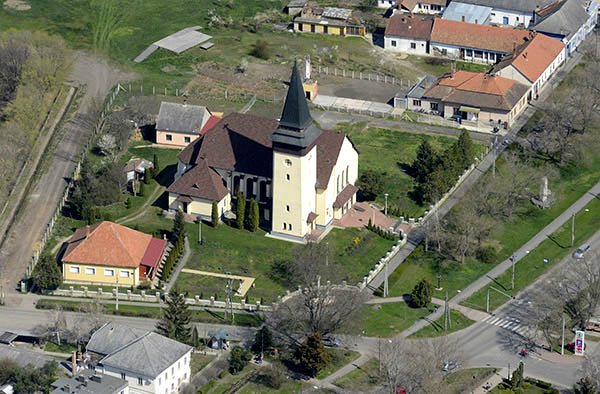
Légi felvétel

Püspökladány lakott hely volt már időszámításunk előtt, erről tanúskodnak a város közelében lévő Kincses-dombon végzett ásatások, ahol körülbelül 4000 éves katakomba sírokat tártak fel, melyek Európa-szerte egyedülállóak. Különböző leletek bizonyítják a hely lakottságát a népvándorlás, a honfoglalás és az Árpád-korban is. Viszont a település keletkezésének ideje nem határozható meg pontosan, ez feltehetően a 10-11. századra tehető.
Első írásos említése a Váradi Konvent 1351-ből származó oklevele, mely Ladan formában említi a mai név utótagját. A város nevének eredetét szintén homály fedi. Elméletek születtek besenyő, szláv, alán és ősmagyar eredetre, melyek közül legelfogadhatóbb az a tézis, mely Ladányt egy ősi magyar személynévként azonosítja (Vorovszky tézis). A mai név feltehetően birtoktestet jelöl, mégpedig a kisnemesi Bajomi család Ladány nevű birtokát, melyet a váradi püspöknek zálogosított el. A település nevét 1543-ban Pispek Ladan formában említik. A település a Rákócziak birtoka is volt. Rákóczi György idejéből származik a református templomban lévő ún. Rákóczi-harang. A szabadságharc bukása után Püspökladány kincstári birtok lett, majd a 19. század elején az udvar József nádornak adományozta. A települést 1901-ig Püspök-Ladányként említik, a mai névhasználata ezen időponttól él. A középkorban Püspökladány nem volt számottevő település. Népessége évszázadokon át elmaradt a szomszédos Nádudvarétól vagy Kabáétól. A korabeli népességszámlálások szerint 1552-ben 645 fő, 1594-ben 1 300 fő, 1725-ben 1 190 fő, a II. József korában végzett első magyarországi népszámláláskor pedig 2 454 fő lakosa lehetett Püspökladánynak.
A város fejlődése a 19. század második feléig igen lassú volt, hiszen a település többször elpusztult és benépesült. Az első lakott részek 1554-ben a törökök betörésekor elpusztultak. Ennek ellenére 1558-ban már Dél-Szabolcs vármegye legnépesebb települése volt, de újra elpusztult, és csak az 1600-as évek elején népesült be újra.
A 17. század végétől a források Ladányt oppidumnak, azaz mezővárosnak nevezik, bár a mezővárosi rangot jelentő vásártartási jogot csak 1847-ben kapta meg. Püspökladány az 1876-os megyerendezésig a nagy kiterjedésű Szabolcs vármegye délnyugati végén feküdt annak utolsó településeként, ekkor átcsatolták az újonnan létrehozott Hajdú vármegyéhez, majd az 1950-es megyerendezés során az akkor létrejött Hajdú-Bihar megyéhez került.
1930-ban a Hajdú vármegye déli felén fekvő községeket magába foglaló Hajdúszoboszlói járás székhelyét Püspökladányra helyezték, és nevét Püspökladányi járásra változtatták, és ez így maradt a járások megszüntetéséig 1983 végéig. 1982-ben Kiss Tamás, a HAJDUTERV főmérnöke a kistérség- és a  város fejlesztésének hosszú- és nagy távlatú programja – illetve a Püspökladányt várossá fejlesztő általános rendezési tervének – elkészítéséért  Pro Urbe kitüntetésben részesült.
1984. január 1-jével Püspökladányt városi jogú nagyközséggé, majd 1986-ban várossá nyilvánították.

## Közélete

### Településvezetői

#### Tanácselnökei (1950–1990)
| Időszak   | Tanácselnök        | Jelölő szervezet  |  |
| --------- | ------------------ | ----------------- |  |
| 1970–1989 | Dr. Matolcsi Lajos | Hazafias Népfront |  |

#### Polgármesterei 1990 után
| Időszak   | Polgármester      | Jelölő szervezet | Megjegyzés                                                 |
| --------- | ----------------- | ---------------- | ---------------------------------------------------------- |
| 1990–1994 | Dr. Farkas Dezső  | nem ismert       |                                                            |
| 1994–1998 | Dr. Molnár László | független        |                                                            |
| 1998–2002 | Dr. Molnár László | független        |                                                            |
| 2002–2006 | Dr. Molnár László | MSZP             |                                                            |
| 2006–2010 | Arnóth Sándor     | Fidesz           |                                                            |
| 2010–2011 | Arnóth Sándor     | Fidesz-KDNP      | Hivatali ideje alatt, balesetben elhunyt                   |
| 2011–2014 | Dombi Imréné      | Fidesz-KDNP      | Időközi választáson szerzett mandátumot 2011. június 5-én. |
| 2014–2019 | Dombi Imréné      | Fidesz-KDNP      |                                                            |
| 2019–2024 | Tóth Lajos        | független        |                                                            |
| 2024–     | Vadász Ferenc     | Fidesz-KDNP      |                                                            |

## Népesség
A település népességének változása:
| Lakosok száma | 15 008 | 14 815 | 14 154 | 13 662 | 13 369 | 13 180 | 13 121 |
|               | 2013   | 2014   | 2018   | 2021   | 2022   | 2023   | 2024   |

2001-ben a város lakosságának 97%-a magyar, 3%-a cigány nemzetiségűnek vallotta magát.
A 2011-es népszámlálás során a lakosok 86,4%-a magyarnak, 4% cigánynak, 0,2% németnek, 0,2% románnak mondta magát (13,6% nem nyilatkozott; a kettős identitások miatt a végösszeg nagyobb lehet 100%-nál). A vallási megoszlás a következő volt: római katolikus 11,7%, református 35%, görögkatolikus 0,3%, felekezeten kívüli 29,2% (23,1% nem válaszolt).
2022-ben a lakosság 91,9%-a vallotta magát magyarnak, 1,9% cigánynak, 0,2% németnek, 0,1-0,1% görögnek, románnak és lengyelnek, 1,7% egyéb, nem hazai nemzetiségűnek (8,1% nem nyilatkozott; a kettős identitások miatt a végösszeg nagyobb lehet 100%-nál). Vallásuk szerint 26% volt református, 6,8% római katolikus, 0,4% görög katolikus, 0,7% egyéb keresztény, 0,6% egyéb katolikus, 26,9% felekezeten kívüli (38,4% nem válaszolt).

## Nevezetességek

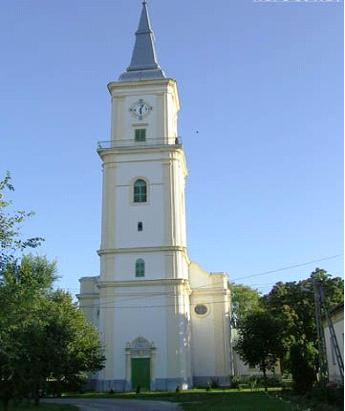
Püspökladány, református templom

- Püspökladányi Gyógyfürdő: idegenforgalmi nevezetessége a regionális jelentőségű gyógyfürdő, valamint környezetének természeti értékei. Gyógyhatású vize lekörözi a hajdúszoboszlói gyógyvizet. Vizét 1987-ben minősítették gyógyvízzé, hatásos idült ízületi gyulladások és degeneratív gerinc- és ízületi elváltozások ellen. Idegfájdalmak, gyulladások, izomfájdalmak, idült bőrbetegségek kezelésére, illetve érszűkületek bizonyos típusainak gyógyításra hasznosítják.

A város adottságai révén kedvez a horgászoknak, vadászoknak, a szekerezést, sőt a lovaglást kedvelőknek.
- A természeti értékek között említésre méltó az Erdészeti Tudományos Intézet Kísérleti Állomása és a Farkas-szigeti arborétum, amelyet 1924-ben elsősorban a szikes talajok fásításával kapcsolatos kutatások szolgálatára alapítottak. Egyedülálló természeti látnivaló a szikkísérleti erdő.
- Karacs Ferenc Múzeum
- A városhoz tartozó Ágota-pusztai természetvédelmi terület legnevezetesebb látnivalója a Hortobágy-Berettyó csatornát átívelő, felújított műemlék fahíd.
- Műemléki védelem alatt álló MÁV-állomás
- Petőfi Sándor Általános Iskola épülete
- Városi Bíróság és ügyészség épülete
- Református templom
- Katolikus templom (Medgyaszay István)
- A radarállomást 1975-ben kezdte építeni a Légiforgalmi és Repülőtéri Igazgatóság (LRI) Püspökladánytól 4 km-re északnyugatra. A nagy hatótávolságú radar 1980. április 25-e óta szolgálja folyamatosan a polgári repülést.[18]

Szobrok, köztéri alkotások
- Szent István-emlékmű, Győrfi Lajos alkotása
- 1848-as emlékmű, Győrfi Lajos alkotása
- Darvak díszkút, Győrfi Lajos alkotása
- Szent Imre herceg, Harkányi Ede alkotása
- Az I. világháború áldozatainak emlékműve, Horváth Géza alkotása
- A II. világháború áldozatainak emlékműve, Győrfi Lajos alkotása
- Összetartozás, Ölelkező szobrok, Borsos István alkotása
- Híd, Annu Eklund alkotása
- Mosztári híd, Sebestyén Sándor alkotása
- Befogadás, Antoni Gaberre alkotása
- Fischamendi őrtorony, Matza Hertiann alkotása
- Anya gyermekével, Gömbös László alkotása
- Ádám, Győrfi Lajos alkotása
- Szent Flórián, Győrfi Lajos alkotása
- 1956-os emlékkő, Győrfi Lajos alkotása
- Virágot szedő lányka, Józsa Bálint alkotása
- Karacs Ferenc, Győrfi Lajos alkotása
- Petri Pál, Győrfi Lajos alkotása

## Galéria

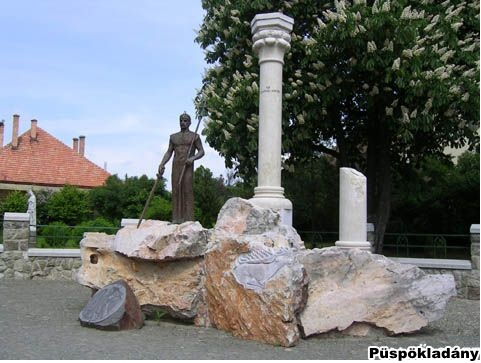
Szent István-emlékmű (Győrfi Lajos alkotása, 2001)
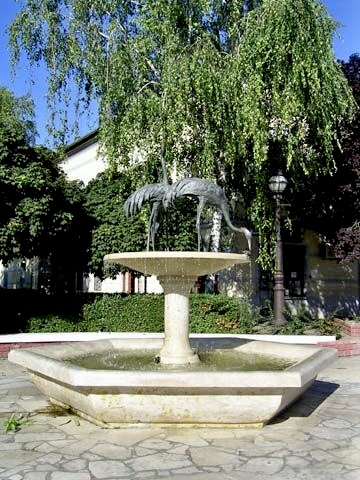
Darvak díszkút (Győrfi Lajos alkotása, 1994)
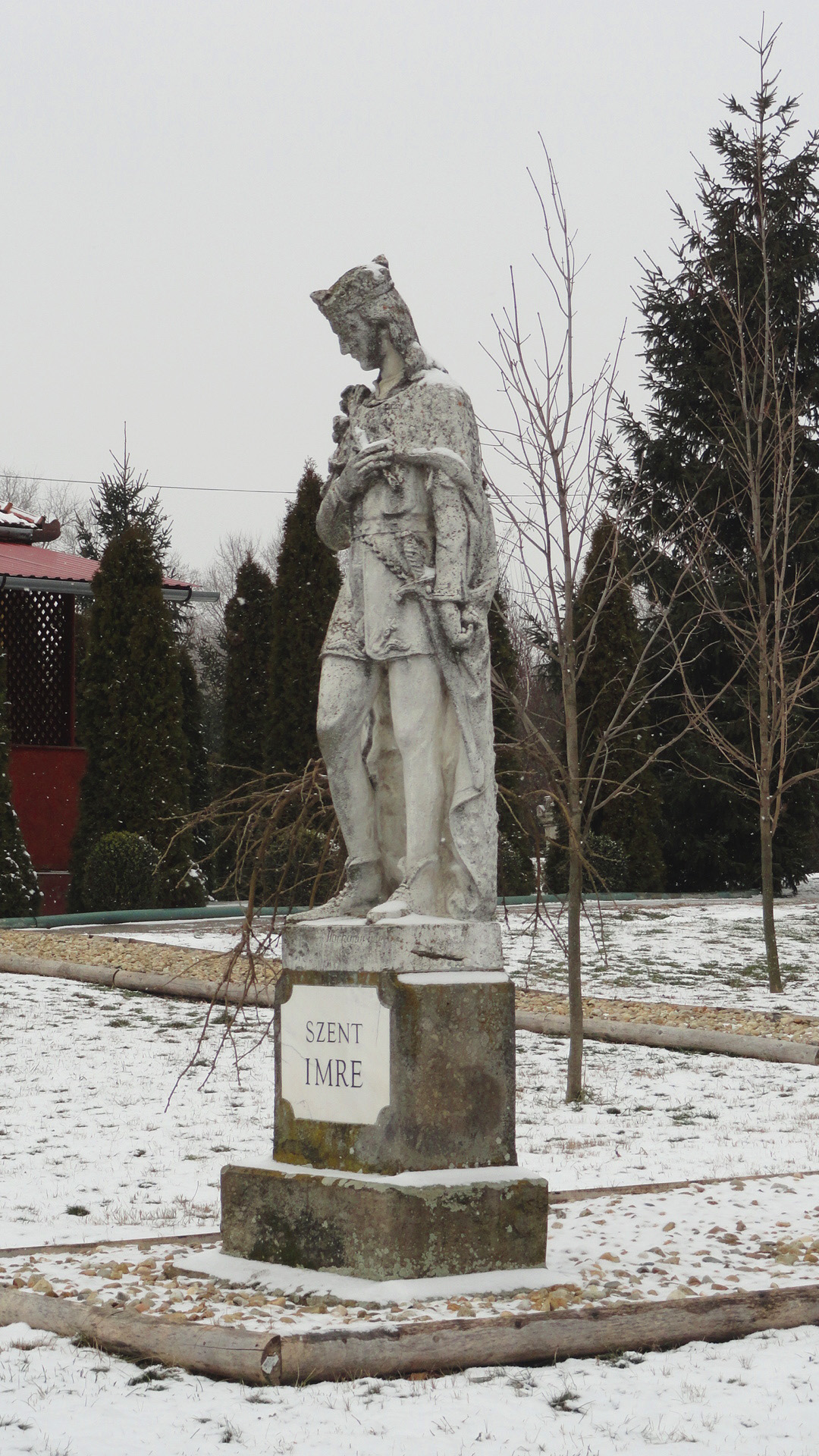
Szent Imre herceg szobra a katolikus templom előtt
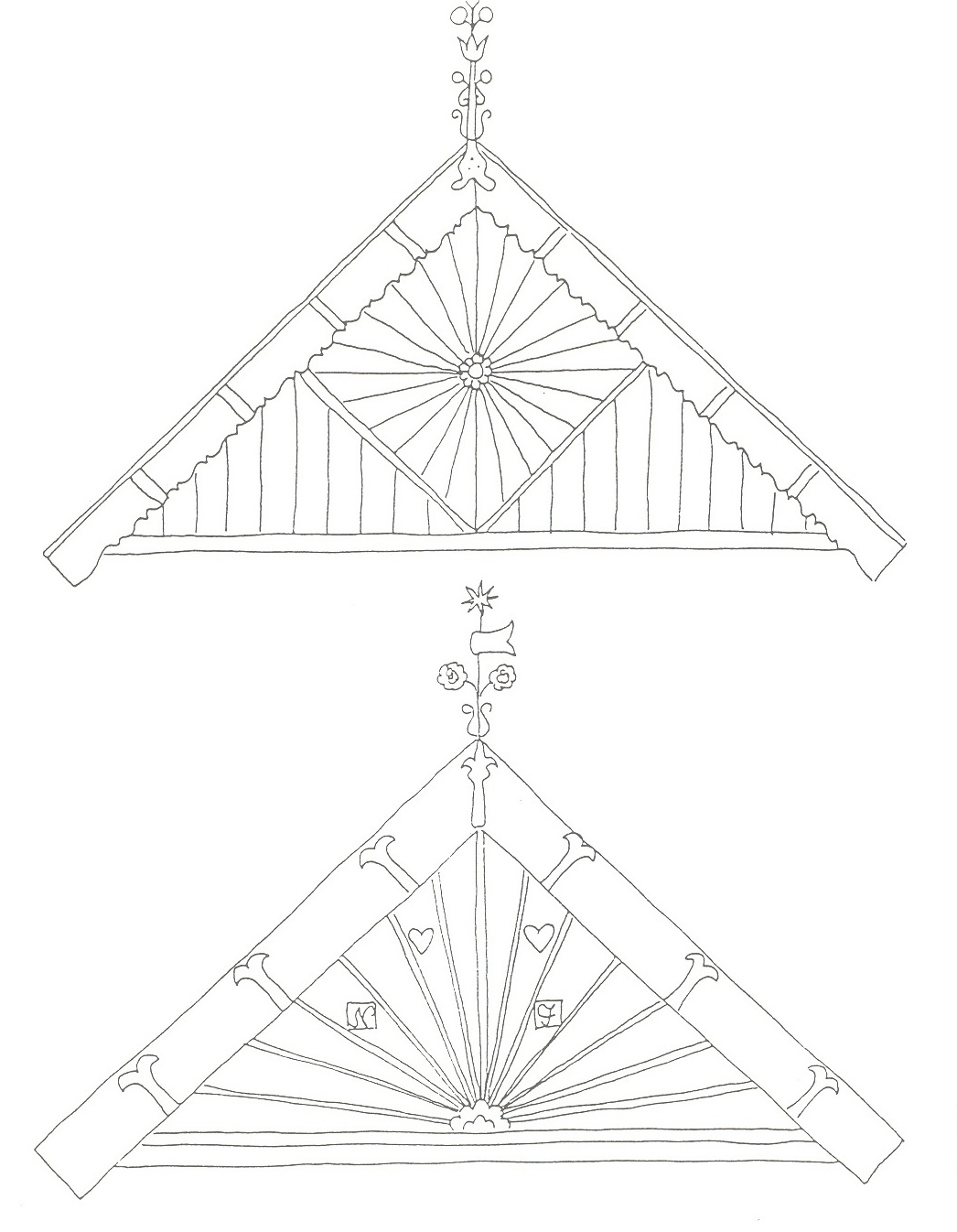
Napsugaras házak homlokzatdíszítése Püspökladányból

## Itt születtek, itt éltek
- Itt született Karacs Ferenc (1770–1838) térkép- és rézmetsző. 1813-ban kiadta Magyarország földképét.
- Itt született 1912. augusztus 7-én Csenki Imre karnagy, zeneszerző († 1998, Budapest).
- Itt született 1916-ban Molnár László néprajzkutató, (†1998, Budapest)
- Itt született 1926-ban Székely György Széchenyi-díjas magyar orvos, hisztológus, neurobiológus, egyetemi tanár, a Magyar Tudományos Akadémia rendes tagja.
- Itt született 1933. szeptember 11-én Szűrös Mátyás diplomata, politikus, volt megbízott köztársasági elnök.
- Itt született 1934. március 2-án Verebi Sándorné Bartók Éva Munkácsy-díjas nyomottanyag tervező.
- Itt született 1941. december 1-jén Alker Imre világbajnoki bronzérmes birkózó, edző.
- Itt született 1945. szeptember 14-én Beke Dezső László, a fizikai tudomány doktora (1992.) fizikus,  egyetemi tanár Debreceni Egyetem.
- Itt született 1946. szeptember 27-én Demetrovics János matematikus, az MTA tagja, az ELTE egyetemi tanára.
- Itt született 1949. február 21-én Mezei Béla magyar bajnok labdarúgó.
- Itt született 1954. április 17-én, és itt is hunyt el 2021. október 5-én Sárvári Győző magyar színész.
- Itt született 1960. február 22-én Arnóth Sándor, a tragikus balesetben elhunyt magyar politikus, Püspökladány polgármestere, országgyűlési képviselő. († 2011. március 16., M3-as autópálya, Bag)
- Itt született 1973. november 11-én Dombi Tibor válogatott labdarúgó, a Debreceni VSC csatára.
- Itt született 1974. szeptember 8-án Parti Nóra színésznő.
- Itt született 1978. szeptember 28-án Szabó Balázs magyar énekes, zenész, dalszerző
- Itt élt egy ideig Kapusi Imre (Hosszúpályi, 1941- ) - erdőmérnök, Pro Ubo és Fleischmann Rudolf-díjas, az Erdészeti Tudományos Intézet nyugalmazott állomásigazgatója, akit Püspökladány városa 1994-ben munkásságáért Pro Urbe díjjal tüntetett ki.

## A település díszpolgárai
- Megay Károly mezőgazdász, mezőgazdasági szakíró-szakújságíró, 1935-től két cikluson át Hajdú vármegye egyik országgyűlési képviselője.[19]

## Testvérvárosok
- Hämeenlinna, Finnország
- Fischamend, Ausztria
- Makfalva, Románia (Székelyföld)
- Hattem, Hollandia
- Krasnystaw, Lengyelország
- Szalóka, Ukrajna